# Lophoschema
Lophoschema is een kevergeslacht uit de familie van de boktorren (Cerambycidae). De wetenschappelijke naam van het geslacht werd voor het eerst geldig gepubliceerd in 2007 door Monné M. L..

## Soorten
Lophoschema is monotypisch en omvat slechts de volgende soort:
- Lophoschema guayapa (Di Iorio, 2003)